# Longitarsus melanocephalus

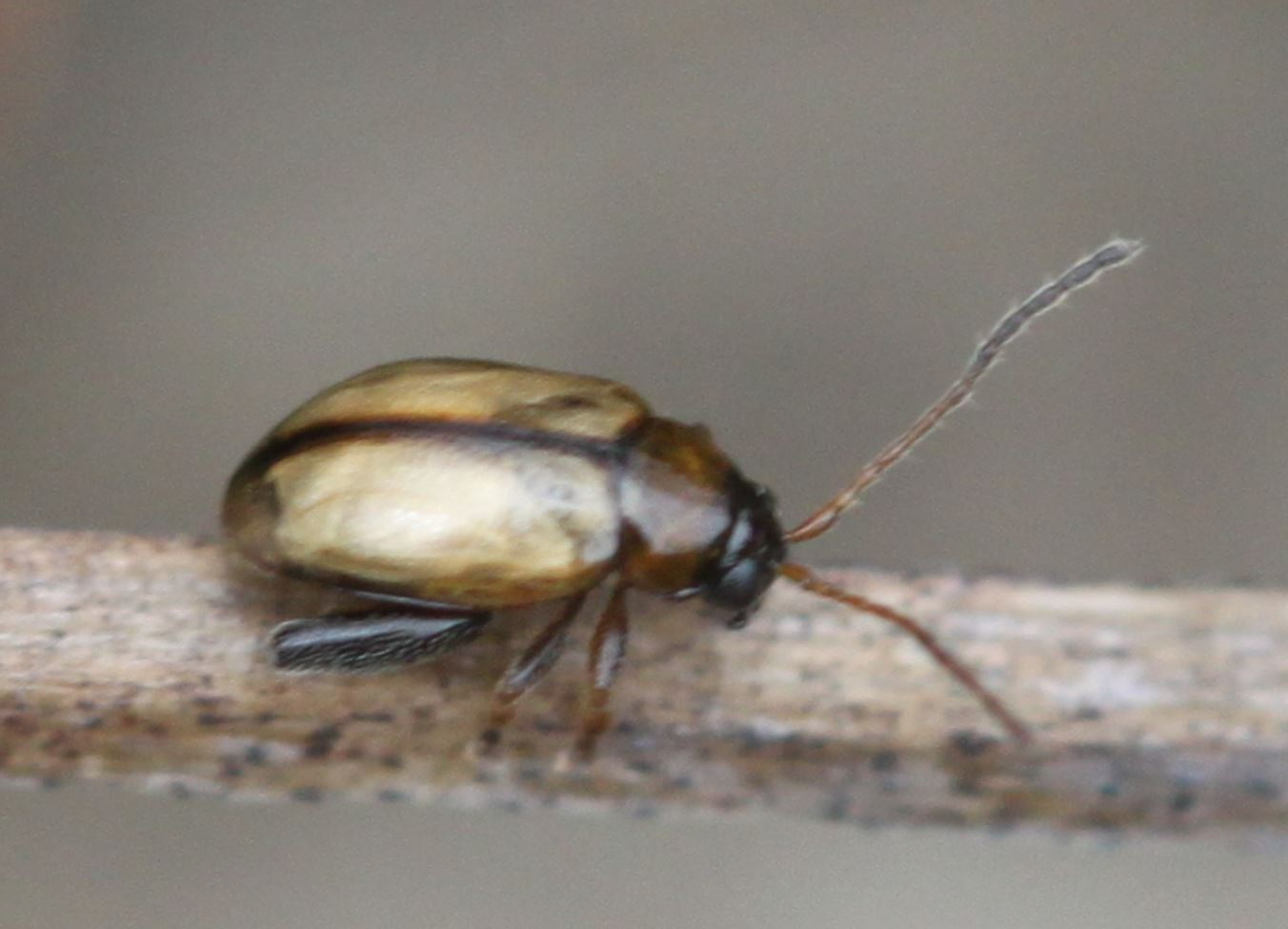

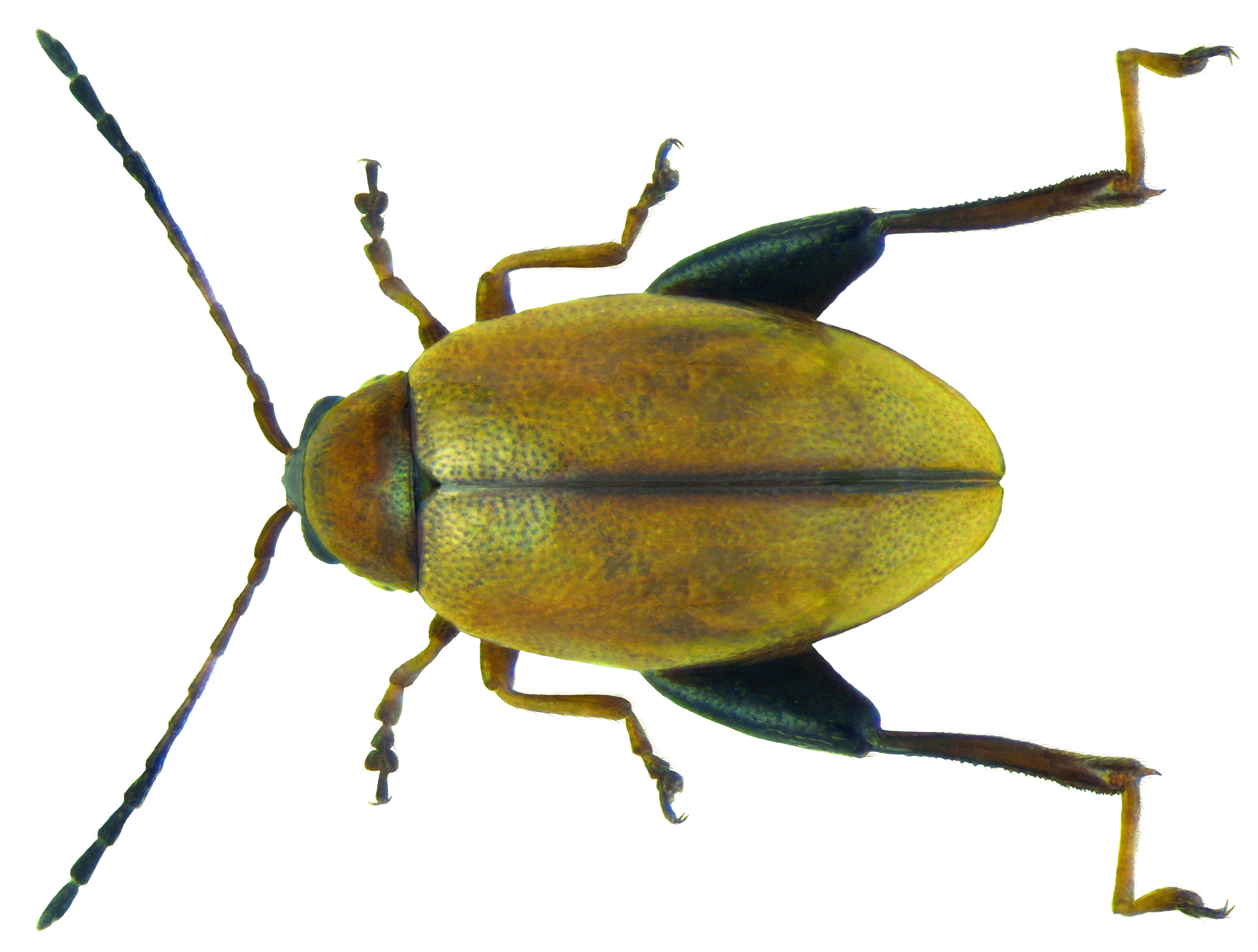
Präparat, Weibchen

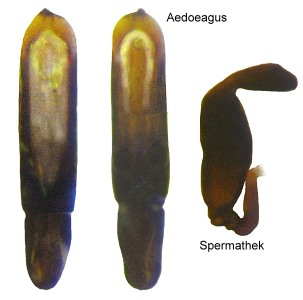
Geschlechtsteile

Longitarsus melanocephalus ist ein Flohkäfer (Tribus Alticini, Unterfamilie Galerucinae) aus der Familie der Blattkäfer (Chrysomelidae). Das Art-Epitheton melanocephalus kommt aus dem Lateinischen und bedeutet „schwarzköpfig“.

## Merkmale
Die Käfer werden 2,3 bis 3 Millimeter groß. Die Grundfärbung der Käfer ist braungelb. Die Punktierung der recht schlanken Flügeldecken ist am Abfall zur Spitze genau so kräftig wie an der Basis. Die verdickten hinteren Femora sind schwarz gefärbt. Die vorderen und mittleren Tarsen der Männchen sind stark erweitert. Die Käfer haben eine variable Färbung. Häufig ist der Kopf schwarz gefärbt, der Halsschild rotbraun sowie das Schildchen (Scutellum) und die Flügeldeckennaht verdunkelt. Die basalen Fühlerglieder sind braungelb gefärbt, die apikalen verdunkelt.

## Ähnliche Arten
Viele Vertreter der Gattung Longitarsus sehen sich ähnlich. Für diese Art gibt es insbesondere zwei Verwechslungsarten, deren Flügeldecken jedoch gedrungener sind. Sie sind meist nur mittels Genitaluntersuchung sicher zu unterscheiden.
- Longitarsus kutscherae – geringfügig kleiner; polyphage Art, die neben weiteren Pflanzen auch Wegeriche (Plantago) als Wirtspflanzen nutzt
- Longitarsus plantagomaritimus – auf Strand-Wegerich (Plantago maritima) als Wirtspflanze spezialisiert und entsprechend hauptsächlich in Küstennähe vorhanden

## Verbreitung
Longitarsus melanocephalus ist in Europa weit verbreitet. Im Norden reicht das Vorkommen bis nach Fennoskandinavien, auf den Britischen Inseln bis nach Schottland. Im Süden reicht das Vorkommen bis in den Mittelmeerraum und nach Nordafrika, im Osten über den Nahen Osten bis in die Mongolei.

## Lebensweise
Longitarsus melanocephalus nutzt als Wirtspflanzen verschiedene Wegerich-Arten, darunter Spitzwegerich (Plantago lanceolata), Breitwegerich (Plantago major), Strandwegerich und den Mittleren Wegerich (Plantago media). Die Art überwintert als Imago. Die adulten Käfer erscheinen im Frühjahr Ende März. Man beobachtet sie meist auf den Blättern ihrer Wirtspflanzen. Die Larven bohren sich in den Wurzelhals und in die Basis der dickeren Blattadern.

## Taxonomie
In der Literatur finden sich folgende Synonyme:
- Chrysomela melanocephala De Geer, 1775
- Haltica atricapilla De Geer, 1825
- Thyamis picipes Duftschmid, 1831
- Teinodactyla crassicornis Foudras, 1860
- Longitarsus melanocephalus var. nigrinus Weise, 1893
- Longitarsus melanocephalus ab. nigrosuturalis Delahon, 1913
- Thyamis melanocephala ssp. paludivaga Peyerimhoff, 1915